# 12877 Rylangardner
12877 Rylangardner eller 1998 QF11 är en asteroid i huvudbältet som upptäcktes den 17 augusti 1998 av LINEAR i Socorro County, New Mexico. Den är uppkallad efter Rylan Lee Gardner.
Asteroiden har en diameter på ungefär 8 kilometer.